# Смицкая, Мария Фёдоровна
Мария Фёдоровна Смицкая (укр. Марія Федорівна Сміцька; урождённая Трущенко) — советский и украинский миколог, доктор биологических наук. Соавтор пятитомного «Визначника грибів України» (рус. Определитель грибов Украины), лауреатка Государственной премии УССР в области науки и техники (1983).

## Биография
Окончила кафедру ботаники низших растений биологического факультета Киевского государственного университета в 1949 году. В 1955 году защитила диссертацию кандидата биологических наук. В 1987 году стала доктором биологических наук.
В 1983 году работала старшим научным сотрудником отдела микологии Института ботаники имени Н. Г. Холодного Академии наук УССР.
Среди её научных наработок — пятитомный «Визначник грибів України» и 3 тома серии «Флора грибов Украины» .
Изучала также проблемы охраны редких грибов, в частности, предлагала для сохранения сморчка степного создать заказники в местах его обнаружения.

## Научные работы
- Сміцька, М. Ф. (1955). Грибні хвороби деревних та чагарникових порід букових лісів Закарпатської області. Ботанічний журнал АН УРСР, (4), 87-92.
- Сміцька, М. Ф. (1963). Нові для флори України пецицові гриби. Укр. ботан. журнал, 20(4), 110—111.
- Сміцька, М. Ф. (1964). Пецицові гриби, знайдені в Криму. Укр. ботан. журнал, 21(4), 108—110.
- Сміцька, М. Ф. (1975). Пецицові гриби України. К: Наук. думка, 1-171.
- Флора грибов Украины = Flora fungorum RSS Ucrainicae: Оперкулятные дискомицеты / Мария Федоровна Смицкая ; Отв.ред. Вера Иосифовна Билай; АН УССР, Институт ботаники им. Н. Г. Холодного . — Киев: Наукова думка, 1980. — 222 с. (рус.)
- Сміцька М. Ф., Соломахіна В. М. Рідкісні види грибів, виявлені в урочищі Лиса Гора // Укр. ботан. журн. — 1984. — 41, No 2. — С. 83—84.
- Определитель пиреномицетов УССР / Мария Федоровна Смицкая, Людмила Владимировна Смык, Татьяна Александровна Мережко, АН УССР, Институт ботаники им. Н. Г. Холодного. — Киев: Наукова думка, 1986 . — 364 с.  (рус.)
- Флора грибов Украины: Гипокреал.грибы / Мария Федоровна Смицкая, АН УССР, Институт ботаники им. Н. Г. Холодного . — Київ: Наукова думка, 1991. — 89 с.: ил. — Библиогр.: с.77-83. — ISBN 5-12-002048-4.  (рус.)

Также автор нескольких статей в Красной книге Украины издания 1996 года, в частности:
- Сміцька М. Ф. Зморшок степовий. В кн.: Червона книга України. Рослинний світ, Київ: Укр. енцикл., 1996, с. 534